# Asmodean
Asmodean är en karaktär i Robert Jordans fantasyberättelse Sagan om drakens återkomst.
Asmodean är en av de manliga Förlorade och som sådan tjänar han den Svarte.
Rand al'Thor, Draken återfödd möter Asmodean i Aielöknen.
Den kvinnliga Förlorade Lanfear band Asmodean vid Rand för att undervisa denne i Saidin. I en strid hade Rand huggit av band som skyddade Asmodean från Saidins smitta och därmed utsatt den förlorade för fara då smittan efter ett tag får mannen som leder Saidin att bli galen för att sedan ruttna bort levande. Asmodean gör som Lanfear önskar och undervisar Rand.
Asmodean blev mördad i Caemlyn av någon han kände, dock får man inte veta vem denne mördare är.

## Etymologi
Asmodeans namn kommer troligtvis från Bibeln. Då från ärkedemonen Asmodeus.